# 科爾庫特
科爾庫特（土耳其語：Şehzade Korkut；1467年—1513年），是奧斯曼帝國一個短時間攝政的王子。

## 早年
他出生於阿馬西亞，父親是奥斯曼蘇丹巴耶塞特二世，他可能是塞利姆一世同母兄弟。當他的祖父穆罕默德二世於1481年去世後，他是伊斯坦布爾最年長的奧斯曼王子，因此，他擔任攝政王18天，直到他的父親巴耶塞特二世抵達伊斯坦布爾。

## 作為一名州長
根據奧斯曼帝國的傳統，所有的王子須派遣各省作省長培養行政能力。1491年，科爾庫特被任命為薩魯汗(馬尼薩)省長，1502年，他被任命為特科省長，這裏比馬尼薩距伊斯坦布爾更遠，蘇丹解釋這一任命為他失寵的跡象。他要求返回前派遣地被拒绝，在1509年，他藉口朝聖逃到埃及。埃及是在馬木魯克統治，他被馬木魯克蘇丹歡迎。他的父親認為這是科爾庫特疏忽的一種標誌，但赦免他，回程途中受到醫院騎士團攻擊並試圖抓住他，但科爾庫特逃脫平安回国。

## 空位時間
巴耶塞特現在老體衰。他決定搬到馬尼薩，後來，他偷偷前往伊斯坦布爾鑽隙發展。然而，他發現在首都幾乎沒有支持者。他會見了他的兄弟塞利姆，塞利姆說服他回到他的州。科爾庫特放棄了對王位的要求，並沒有參加艾哈邁德和塞利姆之間的內戰。

## 死亡
塞利姆一世於1512年成為新蘇丹，科爾庫特欣然接受了他哥哥的統治。然而塞利姆經常以各種官僚唆使他謀反的假信測試他的忠誠，由於感覺科爾庫特正準備反抗，塞利姆已經在1513年處決他。他被安葬在布爾薩。